# Danh sách tên ký hiệu của NATO cho tên lửa không đối đất
Tên ký hiệu của NATO cho series AS tên lửa không đối đất, với các thiết ké Xô Viết:
Chú ý: Sự chỉ định tên ký hiệu của Liên Xô / Nga là chữ cái "X" trong bảng chữ cái Kirin, nó được dịch như "Kh" hay "H". Đôi khi một sự kết hợp ("complex") của một tên lửa với máy bay thì mối liên kết đó được ký hiệu là "K" (Chẳng hạn, một tên lửa Kh-22 với một máy bay tạo thành "complex K-22"). Một điều hay là ký tự Kirin "X" (Đọc "Kh") trong ký hiệu của tên lửa không đối đất Xô Viết (ASM) thật ra là một chữ cái tiếng Latinh "X", tuy nhiên nó được lờ đi và sử dụng trong văn học Xô Viết / Nga cũng như trong ngôn ngữ.
- AS-1 "Kennel" (KS-1 Kometa)
- AS-2 "Kipper" (K-10S Yen)
- AS-3 "Kangaroo" (H-20)
- AS-4 "Kitchen" (H-22 Burya)
- AS-5 "Kelt" (H-11/KSR-2)
- AS-6 "Kingfish" (H-26/KSR-5)
- AS-7 "Kerry" (H-66, H-23 Grom)
- AS-8 (9M114V Sturm-V)
- AS-9 "Kyle" (H-28)
- AS-10 "Karen" (H-25)
- AS-11 "Kilter" (H-58 Izdeliye)
- AS-12 "Kegler" (H-25MP, H-27PS)
- AS-13 "Kingbolt" (H-59 Ovod)
- AS-14 "Kedge" (H-29)
- AS-15 "Kent" (H-55/H-65S Izdeliye)
- AS-16 "Kickback" (H-15)
- AS-17 "Krypton" (H-31)
- AS-18 "Kazoo" (H-59M Ovod-M)
- AS-19 "Koala" (P-750 Grom)
- AS-19 "Koala" (3M25A Meteorit-A)
- AS-20 "Kayak" (H-35/H-37 Uran)
- AS-X-21 (Kh-90 Gela)

Xem thêm: Tên ký hiệu của NATO